# Бомбардировки Белграда (1941)
Бомбардировки Белграда (немецкое кодовое название — «Unternehmen Strafgericht») — серия массированных авианалётов немецкой авиации на Белград в ходе вторжения стран «оси» в Югославию, в результате которых был серьёзно разрушен центр города.
Немецкие бомбардировки Белграда представляли собой нарушение правил ведения войны, поскольку правительство Югославии ещё до начала войны, 3 апреля 1941 года объявило Белград открытым городом.

## Ход событий

сообщение о бомбардировке Белграда в немецком журнале «Der Adler» (No.9, 29 апреля 1941)

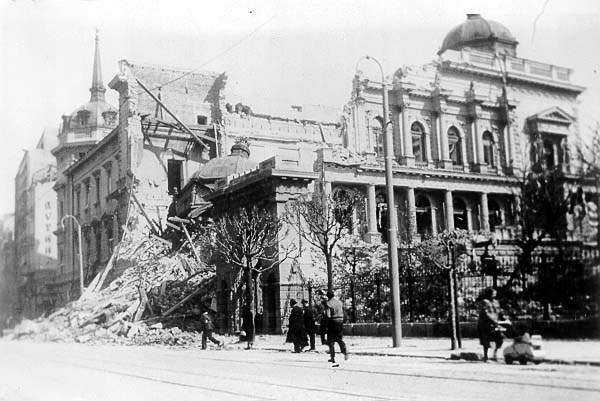
королевский дворец, разрушенный в ходе авианалёта 6 апреля 1941

Нанесение авиаударов по столице Югославии было изначально предусмотрено утверждённым германским генеральным штабом планом «Aufmarsch 25» военной кампании против Югославии, подтверждено в директиве ОКХ от 30 марта 1941 года и в приказе Гитлера от 31 марта 1941 года.
Авиаудары должны были дезорганизовать деятельность правительства и военного руководства Югославии, вывести из строя узлы связи и объекты транспортной инфраструктуры (сорвав работу государственных учреждений, выполнение мобилизационных мероприятий и переброску войск через столичный железнодорожный узел), продемонстрировать мощь немецких вооружённых сил, вызвать растерянность и панику среди жителей города.
Первый авианалёт ранним утром 6 апреля 1941 года выполнили самолёты 4-го воздушного флота люфтваффе, взлетевшие с аэродромов на территории Австрии и Румынии.
В 6 часов 45 минут утра 160 немецких бомбардировщиков He-111 и Do-17, 74 штурмовика Ju-87B под прикрытием 56 истребителей Me-109E и 30 истребителей Me-110C достигли Белграда, их встретили 29 югославских истребителей Me-109 и три югославских истребителя ИК-3. Основной целью был центр города, где находились важнейшие государственные учреждения, также бомбили наведённый через реку понтонный мост. В результате авианалёта деятельность военного командования Югославии была парализована.
Во втором авианалёте на Белград участвовали 57 штурмовиков Ju-87B под прикрытием 61 истребителя Me-109E, при отражении этого налёта были сбиты три югославских истребителя Me-109E-3.
Всего в течение 6 апреля 1941 года немецкая авиация совершила пять массированных авианалётов на Белград, в которых участвовали 484 самолёта.
В следующие четыре дня Белград продолжали бомбить, всего в бомбардировках участвовали до 500 самолётов немецких военно-воздушных сил (Do-17Z, Ju-87, Ju-88A, He-111, Me-110 и др.). В общей сложности, в период с начала бомбардировок 6 апреля 1941 до 10 апреля 1941 года на город была сброшена 221 тонна бомб.

## Результаты
Потери люфтваффе в ходе бомбардировок Белграда составили 12 сбитых самолётов (в том числе, пять Me-110, четыре Ju-87, два Do-17) и 8 повреждённых самолётов.
Потери ВВС Югославии в воздушных боях над Белградом составили 10 сбитых и 15 повреждённых истребителей, 7 пилотов погибли и ещё 7 были ранены.
В докладе ОКХ, который 15 апреля 1941 представил немецкий военный атташе в Белграде полковник Туссен (находившийся в посольстве всё время с начала войны до вступления немецких войск в Белград) отмечено, что в результате бомбардировок имели место многочисленные человеческие жертвы, городу причинён значительный материальный ущерб, выведены из строя городской водопровод и система электроснабжения. Всего в результате бомбардировок в городе было разрушено свыше тысячи зданий (по другим данным, полностью разрушены были 714 зданий, ещё 1888 были серьёзно повреждены и 6615 — незначительно повреждены).
В числе разрушенных зданий были королевский дворец, правительственные здания, станция «Радио Белграда», Национальная библиотека, мужская гимназия, женская гимназия, также был разрушен ряд иных объектов (в том числе железнодорожный мост, мост имени короля Александра I и мост имени короля Петра II).

## Последующие события
Устранение последствий бомбардировок продолжалось после окончания Второй мировой войны.
5 февраля 2017 года во время рытья котлована при строительстве жилого комплекса «Белград на воде» на глубине 9 метров была обнаружена и обезврежена неразорвавшаяся 500-килограммовая авиабомба 1941 года.

## Память, отражение в культуре и искусстве
- «Ночь над Белградом» (песня, СССР, 1941 год. Музыка Н. Богословского, слова Б. Ласкина)
- «Beograd 1941» (поэма, М. Павлович)
- «Cameo Appearance» (стихотворение, Чарльз Симик)